# سباق الجائزة الكبرى للدراجات النارية موسم 1988
سباق الجائزة الكبرى للدراجات النارية موسم 1988 كان النسخة الـ 40 من بطولة العالم التي نظمها الاتحاد الدولي للدراجات النارية. تكون الموسم من 15 سباقا بدأ بجائزة اليابان الكبرى للدراجات النارية وانتهى بجائزة البرازيل الكبرى للدراجات النارية. كان إدي لوسون بطل الموسم لفئة 500 سي سي.

## النتائج
| الجولة | السباق                                         | المكان                  | الفائز بفئة 80   | الفائز بفئة 125 | الفائز بفئة 250 | الفائز بفئة 500 | التقرير |
| ------ | ---------------------------------------------- | ----------------------- | ---------------- | --------------- | --------------- | --------------- | ------- |
| 1      | جائزة اليابان الكبرى للدراجات النارية          | حلبة سوزوكا             |                  |                 | أنتون مانغ      | كيفن شوانتز     | التقرير |
| 2      | جائزة الولايات المتحدة الكبرى للدراجات النارية | حلبة لاغونا سيكا        |                  |                 | جيم فيليس       | إدي لوسون       | التقرير |
| 3      | جائزة إسبانيا الكبرى للدراجات النارية          | حلبة ديل خاراما         | ستيفان دورفلينجر | خورخي مارتينيز  | سيتو بونس       | كيفن ماجي       | التقرير |
| 4      | جائزة إكسبو 92 الكبرى للدراجات النارية         | حلبة خيريز              | خورخي مارتينيز   |                 | خوان جاريجا     | إدي لوسون       |         |
| 5      | جائزة إيطاليا الكبرى للدراجات النارية          | حلبة إنزو دينو فيراري   | خورخي مارتينيز   | خورخي مارتينيز  | سارون دومينيك   | إدي لوسون       | التقرير |
| 6      | جائزة ألمانيا الكبرى للدراجات النارية          | حلبة نوربورغرينغ        | خورخي مارتينيز   | إزيو جيانولا    | لوكا كادالورا   | كيفن شوانتز     | التقرير |
| 7      | جائزة النمسا الكبرى                            | سالزبرجرينج             |                  | خورخي مارتينيز  | جاك كورنو       | إدي لوسون       | التقرير |
| 8      | كأس هولندا السياحية                            | حلبة أسن تي تي          | خورخي مارتينيز   | خورخي مارتينيز  | خوان جاريجا     | واين غاردنر     | التقرير |
| 9      | جائزة بلجيكا الكبرى                            | حلبة دي سبا فرانكورشومب |                  | خورخي مارتينيز  | سيتو بونس       | واين غاردنر     | التقرير |
| 10     | جائزة يوغوسلافيا الكبرى للدراجات النارية       | حلبة جروبنك             | خورخي مارتينيز   | خورخي مارتينيز  | سيتو بونس       | واين غاردنر     | التقرير |
| 11     | جائزة فرنسا الكبرى للدراجات النارية            | حلبة بول ريكارد         |                  | خورخي مارتينيز  | جاك كورنو       | إدي لوسون       | التقرير |
| 12     | جائزة بريطانيا الكبرى للدراجات النارية         | دونينجتون بارك          |                  | إزيو جيانولا    | لوكا كادالورا   | وين ريني        | التقرير |
| 13     | جائزة السويد الكبرى للدراجات النارية           | حلبة أندرستورب          |                  | خورخي مارتينيز  | سيتو بونس       | إدي لوسون       | التقرير |
| 14     | جائزة التشيك الكبرى للدراجات النارية           | حلبة برنو               | خورخي مارتينيز   | خورخي مارتينيز  | خوان جاريجا     | واين غاردنر     | التقرير |
| 15     | جائزة البرازيل الكبرى                          |                         |                  |                 | سارون دومينيك   | إدي لوسون       | التقرير |